# Габріеля Запольська

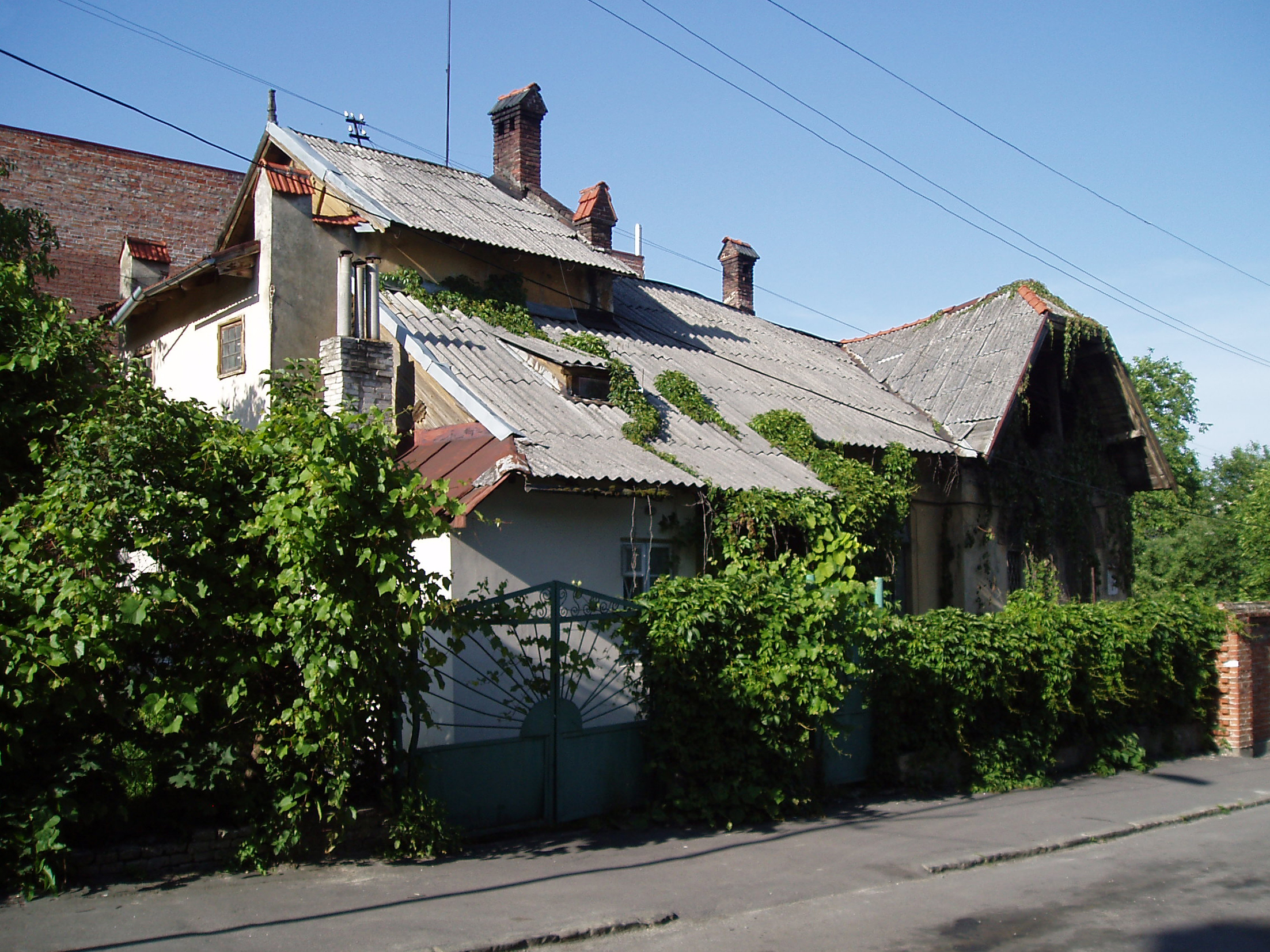
Вілла «Скіз» на Личакові (тепер вулиця Запольської, 3)

Марія Габріеля (Ґабрієля, Ґабріеля) Стефанія Корвін-Пйотровська, відома як Запо́льська (пол. Gabriela Zapolska; 30 березня 1857, Підгайці, нині Луцького району, Волинської області — 17 грудня 1921, Львів) — польська феміністська письменниця, перекладачка, драматургиня публіцистка, журналістка та акторка, що жила і творила на території України. У своїх творах натуралістично підіймала табуйовані теми проституції, венеричних хвороб, поламаних жіночих доль, за що була гостро критикована консервативним патріархальним суспільством свого часу.

## Ранні роки
Народилась у с. Підгайці (передмістя Луцька) на Волині в міщанській родині. ЇЇ батько був заможним міщанином, мати — Юзефа Карська — колишньою балериною з Варшави. Габрієля навчалася у рідному домі, недовгий час — в установі Sacré Coeur, а згодом — у Львівському педагогічно-науковому інституті.
У 1876 році вступила в шлюб з лейтенантом царської армії, молодим міщанином із Жемайтії Константом Шнєжко-Блоцьким, проте незадовго пішла від нього, розлучилась у 1881 році. Пізніше чоловіків вона розглядала як винуватців усіх нещасть у житті жінок.

## Акторська кар'єра
У 1882 році, після розлучення із сім'єю та чоловіком, стала акторкою, виступала у Кракові, Львові, Познані та в галицьких мандрівних трупах. Прагнула стати акторкою, що привело її до різних роз'їзних провінційних труп, на сцени аматорських театрів Галичини, Польського і Познанського королівств. З 1897 року професійно займалась акторською діяльністю, однак її майстерність не була належно оціненою. Через конфлікти з театральним середовищем змушена була в 1889 році виїхати у Париж для вдосконалення акторських талантів та більшої слави. В Парижі працювала у складі відомого «Вільного театру» (фр. Théâtre Libre), а згодом — модерністичного «Théâtre de L'Oeuvre». Перебувала там 5 років, однак суттєвих успіхів не досягла. Після повернення у Польщу безуспішно намагалась потрапити до Варшавських урядових театрів (пол. Warszawskie Teatry Rządowe), знову виступала в мандрівних і паркових колективах, зрештою потрапила до краківського театру, керівником якого був Тадеуш Павліковскі. Тут досягла певного успіху, одночасно ставши жертвою гострої критики театральних діячів.

## Письменницька кар'єра
Як письменниця дебютувала у 1883 році під псевдонімом Габріеля Запольська оповіданням «Один день з життя троянди» (пол. Jeden dzień z życia róży) (1881). Спочатку у львівській, а пізніше у варшавській пресі публікувала новели і повісті. Її твори «Малашка» (1883), повісті «Кашька-Каріатида» (1885–1886) та «Переддень пекла» (1889) стали об'єктом численних дискусій, викликали обурення консервативної критики через яскраво виражений у них натуралізм; у повістях «Про що не говорять» (1909) і «Навіть не хочеться про це думати» (1914) порушила тему проституції і суспільних хвороб. Запольська написала багато новел, повістей і творів драматургії, серед яких найвідомішим є «Мораль пані Дульської», яка не сходить зі сцен до сьогодні. Протягом усього свого життя Запольська конфліктувала із директорами і режисерами театрів, у яких виступала або у яких ставились її твори.

## Пізні роки

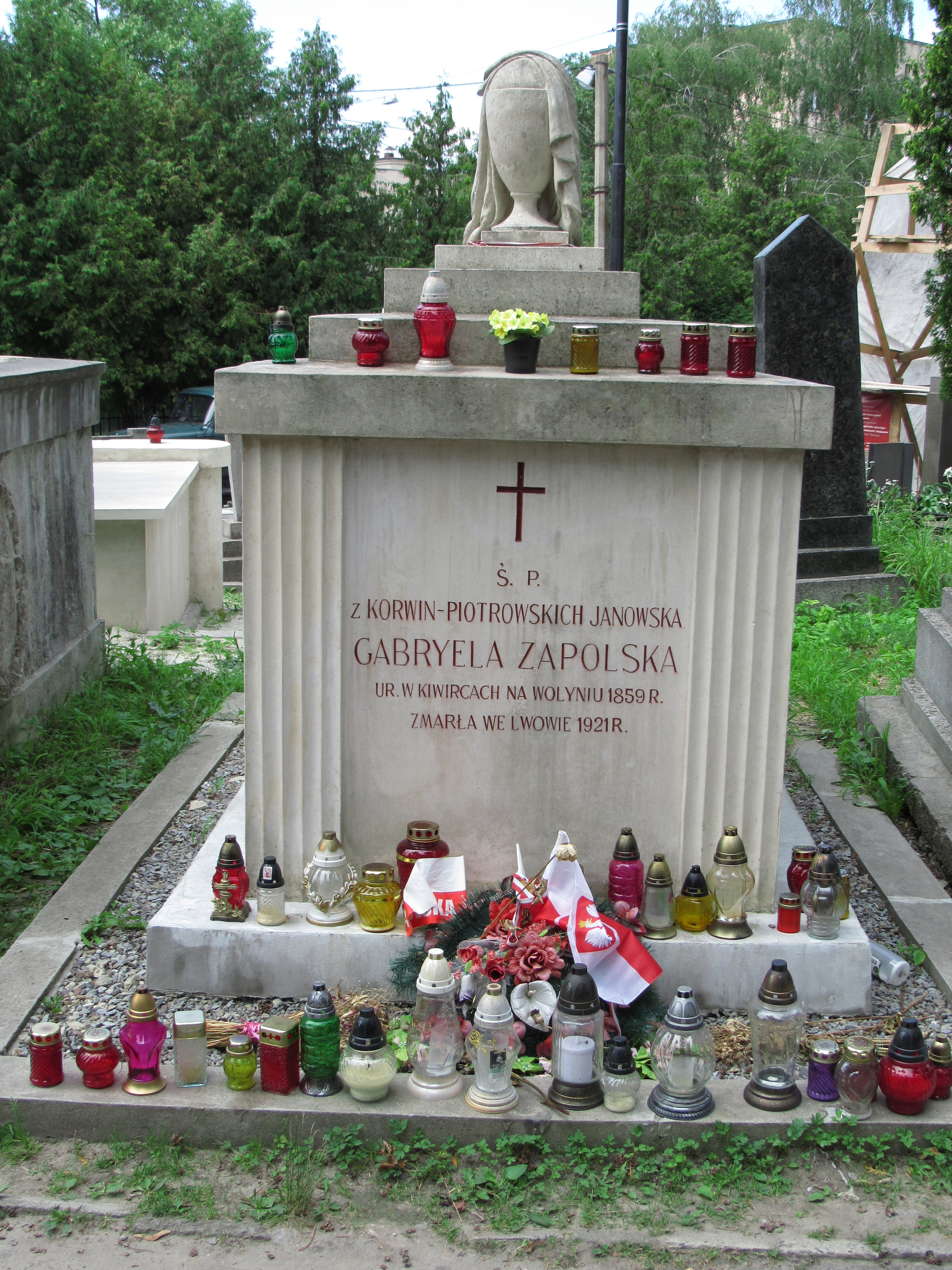
Могила Г. Запольської

З 1904 року поселилася у Львові, і разом із другим чоловіком, живописцем Станіславом Яновскім, організувала театральну трупу, з якою мандрувала Галичиною.
У 1912 році у Празі взяла участь у Виставці праці польської жінки; стала членкинею мистецької комісії Театру Прем'єр, співпрацювала із львівським Незалежним театром. Після окупації російською армією Львова (вересень 1914) протягом певного часу керувала кондитерською. Мешкала у віллі «Скіз» на Личакові, де провела останні роки життя.
Померла 17 грудня 1921 року в Львові у віці 64 років. Похована на Алеї Заслужених на Личаківському цвинтарі.

## Творчість
Літературні твори Габріелі Запольської дуже нерівнозначні з погляду художньої майстерності, що зумовлено ефектом їх написання з метою заробітку і зосередженості на акторській кар'єрі. Нерегульований спосіб життя не дозволяв письменниці виробити авторський стиль чи поглибити загальні знання. Авторка зосереджувала увагу переважно на людських стосунках і рисах окремих людей, чи й усього суспільства — вона сама підкреслювала, що трактує свою творчість як протест проти будь-якого лицемірства.
Під впливом Еміля Золя та інших натуралістів Запольська описувала факти і явища буденного життя. Спостережливість та журналістський талант допомагали їй у цьому. Вона була переконана, що література служить суспільству.
Драматичну творчість Запольської поділяють на два типи:
- мелодраматична — для популярних на той час «паркових театрів» і комедій чи трагедій для театрів великих міст.
- другий тип характеризується виразним впливом натуралістичних драм (психологія людини, відмова від неправдоподібної дії — інтриги, аналіз людських характерів). Наголошувала на важливому значенні реквізитів, декорацій, міміки і на мовленнєвих відмінностях героїв.

Авторка п'єси «Мораль пані Дульської» (спектаклі у Києві, Львові, Одесі, Сімферополі та інших містах; цю п'єсу екранізував 1957 р. на Київській кіностудії ім. О. П. Довженка О. Швачко), романів та збірок оповідань. Також відомими були п'єси «Їх четверо» (1912 рік), «Панна Малічевська» (1912 рік). Змальовувала розпад буржуазної родини, потворність людських відносин у повістях «З щоденника молодої дружини» (1899 рік), «Сезонна любов» (1904), «Донька Туськи» (1907), романі «Янка» (1895).
Запольська зверталася до тем, які вважалися «забороненими», таких, як проституція, венеричні захворювання — повісті «Про що не говорять» (1909), «Про що не хочуть навіть думати» (1914), що викликало звинувачення письменниці в «аморальності». Зображала покалічені жіночі долі, зламані характери у романах «Каська-Каріатида» (1887), «Переддень пекла» (1889), «Жінка кінця століття» (1894–1896), п'єсах «Жабуся» (1896), «Бездоганна жінка» (1912).
Письменниця цікавилася єврейською культурою, виступала проти антисемітизму. У тижневику «Życie» вийшла друком повість «Антисеміт». З гуманістичних позицій зображувала життя єврейського населення в п'єсах «Малка Шварценкопф» (1897), «Йойне Фірулкес» (1899). Зверталася також до теми патріотичної боротьби поляків — п'єси «Той» (1898); «Сибір» (1900). Проявляла інтерес до ідей соціалістів у романі «Зашумить ліс» (1899), п'єсі «В Домброве-Гурнічій» (1899).
Окрім того, є авторкою збірок оповідань «Акварелі» (1885 рік), романів «Вони» (1890 рік), «Людський звіринець» (1893 рік). Сміливе реалістичне викриття суспільних вад поєднується з натуралістичними тенденціями у романі «Райський птах» 1906 року.
Про творчість Габрієли Запольської писав Іван Франко.

## Думки тогочасної критики
Теодор Єске-Хоїнський (консервативний журнал «Нива») говорив про неморальність мистецтва Запольської, а особливо про хтивість та грубість. Такі думки консервативного середовища панували аж до міжвоєнного періоду. Об'єктивно оцінювали її твори Пйотр Хмельовський і Вільгельм Фельдман, проте вони не дотримувалися істотних проблем, які порушувались у творчості авторки. Станіслав Бжозовський натомість вважав, що вона могла б написати одну книжку дуже добре, але елементи цієї книжки розкидані в різних новелах, комедіях і повістях.

## Твори
- 1881 — «Один день із життя троянди» (дебют, новела); оповідання «Малашка».
- 1885 — «Акварелі» (збірка новел), «Каська-Каріатида» (повість, надрукована у 1886 р.)
- 1887 — «Малка Шварценкопф» (драматичний твір)
- 1889 — «Переддень пекла» (повість)
- 1891 — «В крові» (повість)
- 1893 — «Людський звіринець»
- 1895 — Янка (повість)
- 1896 — «Той» (драматичний твір), «Вожак» (повість у двох томах)
- 1897 — «Жабуся» (драматичний твір), «Сибір», «Жінка кінця століття» (повість)
- 1898 — «Йойне Фірулкес» (драматичний твір)
- 1899 — «Зашумить ліс» (повість), «Антисеміт»(повість)
- 1902 — «Як веселка» (повість), «Чоловік» (драматичний твір)
- 1903 — «Непорозуміння» (драматичний твір)
- 1904 — «Сезонна любов» (повість)
- 1905 — «Осінній вечір» (драматичний твір, виданий під псевдонімом Юзеф Маскофф)
- 1907 — «Мораль пані Дульської» (драматичний твір), «Донька Туськи» (повість), «Їх четверо» (драматичний твір)
- 1908 — «Пані Дульська перед судом» (оповідання)
- 1909 — «Про що не говорять» (повість), «Скіз» (драматичний твір)
- 1910 — Панна Малічевська (драматичний твір)
- 1911 — «Смерть Феліціяна Дульського» (оповідання)
- 1913 — «Бездоганна жінка» (драматичний твір)
- 1914 — «Про що не хочуть навіть думати» (повість)
- 1922 — «Франя Поранек: її подальша доля» (повість)
- 1923 — «Зі щоденників молодої дружини» (оповідання)

## Екранізації
Твори Запольської багато разів екранізувалися.

## Українські переклади
Українською мовою її твори перекладав Володимир Ґжицький.
Роман «Каська Каріатида» переклала Олександра Лук'яненко у 2007 році (видавництво «Каменяр», Львів). Повість «Малашка» переклав Сергій Гупало. Книжка вийшла у 2016 році в Луцьку. Видавництво «Волинська обласна друкарня».
У 2021 році вперше українською мовою побачив світ роман «Шмат життя» (перекладач Сергій Гупало; видавництво «Сполом», м. Львів).